# Brad Delp
Bradley Edward "Brad" Delp (født 12. juni 1951, død 9. marts 2007) var en amerikansk musiker, kendt som forsanger i rockorkestrene Boston og RTZ.

## Død
Mellem kl. 11.00 den 8. marts og kl. 20.00 den 9. marts 2007 begik Brad Delp selvmord med kulilteforgiftning i sit hjem i Atkinson, New Hampshire. Brad Delps forlovede, Pamela Sullivan, fandt ham på gulvet i hans badeværelse efter at have set en slange forbundet med udstødningsrøret til Brads bil. To havegrill var blevet antændt i badeværelset og fyldte rummet med røg. På hans T-shirt var fastgjort en seddel med teksten: "Mr. Brad Delp." J'ai une âme solitaire. "Jeg er en ensom sjæl." Delp efterlod fire forseglede konvolutter på sit kontor stilet til hans børn, hans tidligere kone Micki, hans forlovede og et unavngivet par. Brad Delp blev 55 år gammel. Den følgende dag blev Bostons hjemmeside midlertidigt lukket. Webmasteren rettede efterfølgende forsiden til en sort baggrund med hvid tekst og beskeden: "Vi har lige mistet den bedste fyr i rock and roll."